# Alfredo Bertone
Alfredo Bertone (Napoli, 25 febbraio 1893 – Liegi, 15 marzo 1927) è stato un attore italiano.

## Biografia
Entrò giovanissimo alla Vesuvio Films, dove interpretò ruoli esclusivamente da «comparsa». Successivamente passò all'Ambrosio Film di Torino, dove esordì nel 1913 con i due film della serie Griffard. Fu interprete di oltre una quarantina di film, perlopiù drammi e commedie, salvo che nel periodo tra il 1916 e il 1918, quando fu militare sul fronte di guerra.
Al termine del conflitto riprese la sua attività di attore, e negli anni venti, con la crisi che colpì all'epoca il cinema italiano, lavorò negli Stati Uniti, in Francia e in Germania.
Bertone morì in Belgio nel 1927, assassinato a colpi di revolver sparati da una sua amante. Fu sposato con l'attrice Elena Lunda.

## Filmografia parziale
- Agenzia Griffard, regia di Vitale De Stefano (1913)
- Gli artigli di Griffard, regia di Vitale De Stefano (1913)
- Le avventure straordinarissime di Saturnino Farandola, regia di Marcel Fabre (1913)
- Michele Perrin, regia di Eleuterio Rodolfi (1913)
- Il dottor Antonio, regia di Eleuterio Rodolfi (1914)
- Sul limite del Nirvana, regia di Vittorio Rossi Pianelli (1915)
- Beffa di Satana, regia di Telemaco Ruggeri (1915)
- L'onore della famiglia, regia di Edoardo Bencivenga (1919)
- Il mare di Napoli, regia di Carmine Gallone (1919)
- Il gorgo fascinatore, regia di Mario Caserini (1919)
- Per un figlio, regia di Mario Bonnard (1920)
- La casa in rovina, regia di Amleto Palermi (1920)
- Cosmopolis, regia di Gaston Ravel (1920)
- Colei che si deve sposare, regia di Camillo De Riso (1920)
- La lettera chiusa, regia di Guglielmo Zorzi (1920)
- La complice muta, regia di Livio Pavanelli (1920)
- Principessa misteriosa di Herbert Brenon  (1920)
- Finalmente mio!..., regia di Gian Orlando Vassallo (1920)
- Una donna, una mummia, un diplomatico, regia di Camillo De Riso (1920)
- Smarrita!, regia di Giulio Antamoro (1921)
- La morte piange, ride e poi..., regia di Mario Bonnard (1921)
- Don Carlos, regia di Giulio Antamoro (1921)
- La gabbia dorata, regia di Telemaco Ruggeri (1922)
- La seconda moglie, regia di Amleto Palermi (1922)
- Fatale bellezza, regia di Gaston Ravel (1922)
- La peccatrice senza peccato, regia di Augusto Genina (1922)
- Il segreto della grotta azzurra, regia di Carmine Gallone (1922)
- La Venere nera, regia di Blaise Cendrars (1923)
- La donna e l'uomo, regia di Amleto Palermi (1923)
- Satanica, regia di Gemma Stagno Bellincioni (1923)
- The White Sister, regia di Henry King (1923)
- Il pane altrui, regia di Telemaco Ruggeri (1924)
- Romola, regia di Henry King (1924)